# Международный аэропорт имени Эгаля
Международный аэропорт имени Эгаля (ИАТА: HGA, ИКАО: HCMH), (сомал. Madaarka Caalamiga a ee Cigaal араб. مطار هرجيسا إيغال الدولية‎) — международный аэропорт в городе Харгейса в Сомалиленде, самопровозглашенной республике, которая признается международным сообществом как автономный регион Сомали. Харгейса — второй по величине город в Сомали, административный центр и крупнейший город Сомалиленда. В 2002 году аэропорт обслужил 56000 пассажиров и 2300 тонн груза.

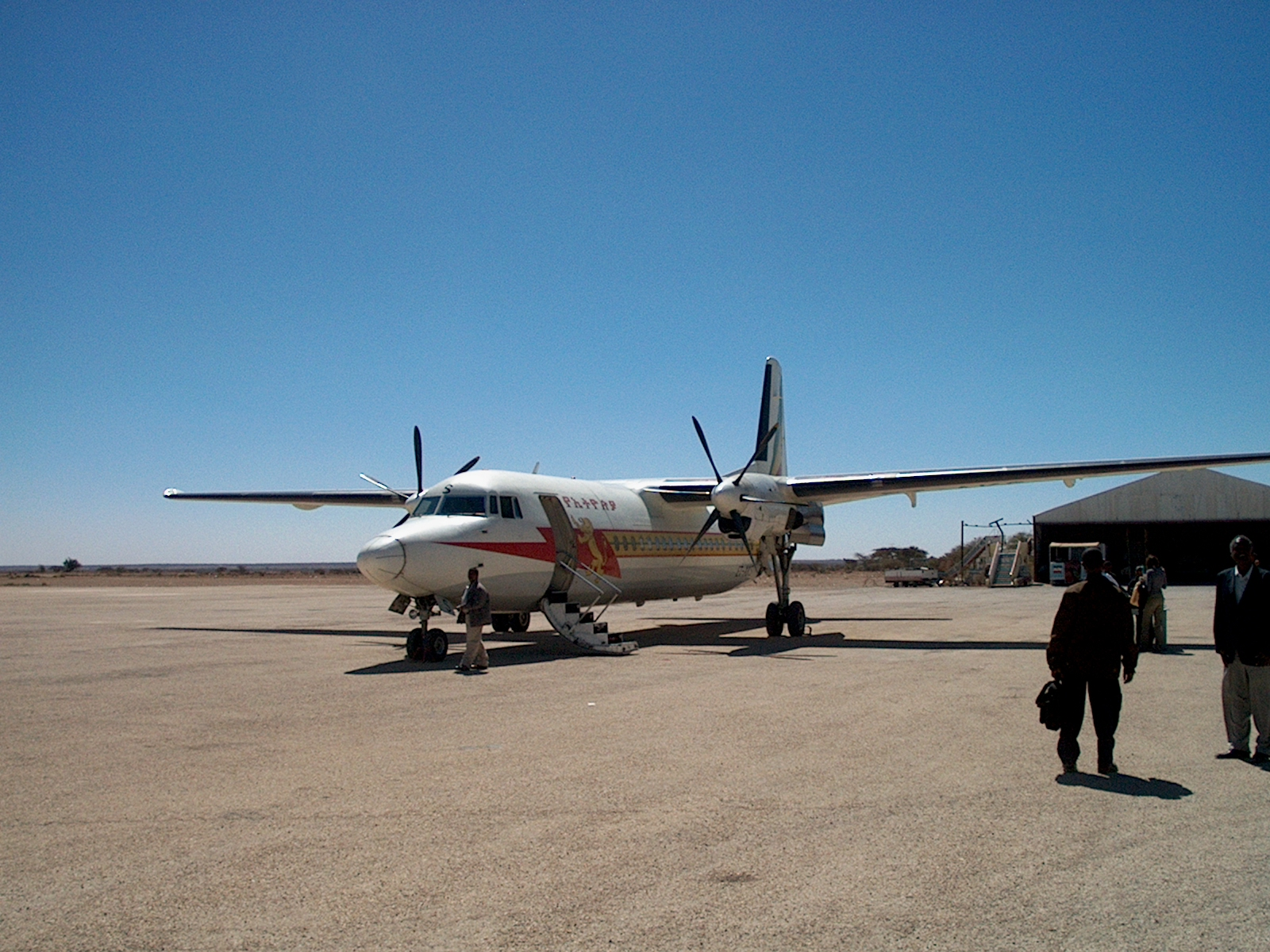
Fokker 50 Эфиопских Авиалиний в международном аэропорту Эгаль в Харгейсе.

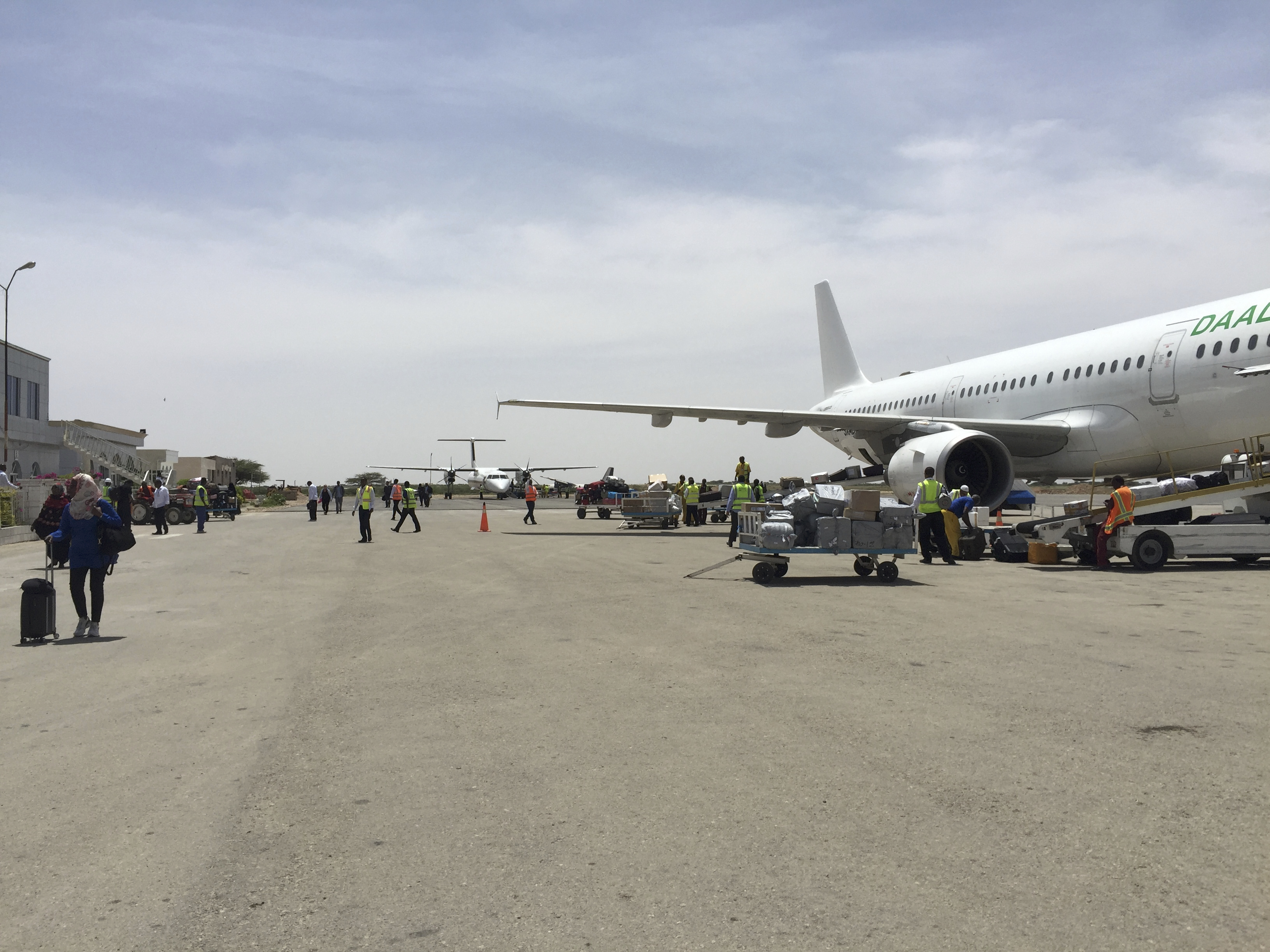
Самолёты в аэропорту

## История
Аэропорт был открыт в 1954 году британскими ВВС, вскоре после этого была запущена программа расширения, и к 1958 году были построены рулежная дорожка, стоянка и здание аэровокзала. Затем в 1980-х годах правительство Сиада Барре модернизировало аэропорт, чтобы он мог принимать более крупные самолеты и предлагать больше направлений для полетов.
Во время гражданской войны в начале 1990-х инфраструктура аэропорта была существенно повреждена, однако постепенно восстановлена в последующие годы.
В 2012 году работа аэропорта была временно приостановлена, поскольку на его взлетно-посадочной полосе был проведен капитальный ремонт, финансируемый властями Сомалиленда, Кувейтским фондом и USAID. Позже объект был вновь открыт 17 августа 2013 года с увеличенными терминалами прибытия и отправления, а также с пятью новыми ветряными турбинами. Установленная станция мониторинга данных о ветре также поможет обеспечить электроэнергией аэропорт.
Аэропорт был переименован в «Международный аэропорт имени Эгаля» в честь политика Мухаммеда Хаджи Ибрагима Эгаля. Эгаль был премьер-министром Сомали в начале 1960-х в гражданской администрации Сомали после обретения независимости, а позже он был вторым президентом Сомалиленда.

## Авиакомпании и направления
Из аэропорта выполняются рейсы следующими компаниями:

## Пассажиропоток
Данные из запроса в Викиданные.

## Авиакатастрофы и происшествия
- 28 июня 1989 года Fokker F-27 Somali Airlines, направлявшийся в Харгейсу, разбился примерно через 10 минут после взлета из международного аэропорта Могадишо. Все 24 пассажира и 6 членов экипажа, находившиеся на борту погибли[8].